# Батовце
Батовце (слч. Bátovce) насељено је мјесто са административним статусом сеоске општине (слч. obec) у округу Љевице, у Њитранском крају, Словачка Република.

## Становништво
| Година:    | 1994. | 2004.   | 2014.   | 2024.   |
| ---------- | ----- | ------- | ------- | ------- |
| Број људи: | 1053  | 1080    | 1110    | 1180    |
| Разлика:   |       | +2,56 % | +2,77 % | +6,30 % |

| Година:    | 2023. | 2024.   |
| ---------- | ----- | ------- |
| Број људи: | 1189  | 1180    |
| Разлика:   |       | -0,75 % |

Према подацима о броју становника из 2011. године насеље је имало 1.075 становника.